# Copa dominicana de futbol
La copa dominicana de futbol és una competició de la República Dominicana de futbol. És oberta a tots els clubs afiliats a la Federació Dominicana de Futbol.

## Historial
Font:
- 2015: Cibao FC
- 2016: Cibao FC
- 2025: Cibao FC